# کمربند باران حاره‌ای

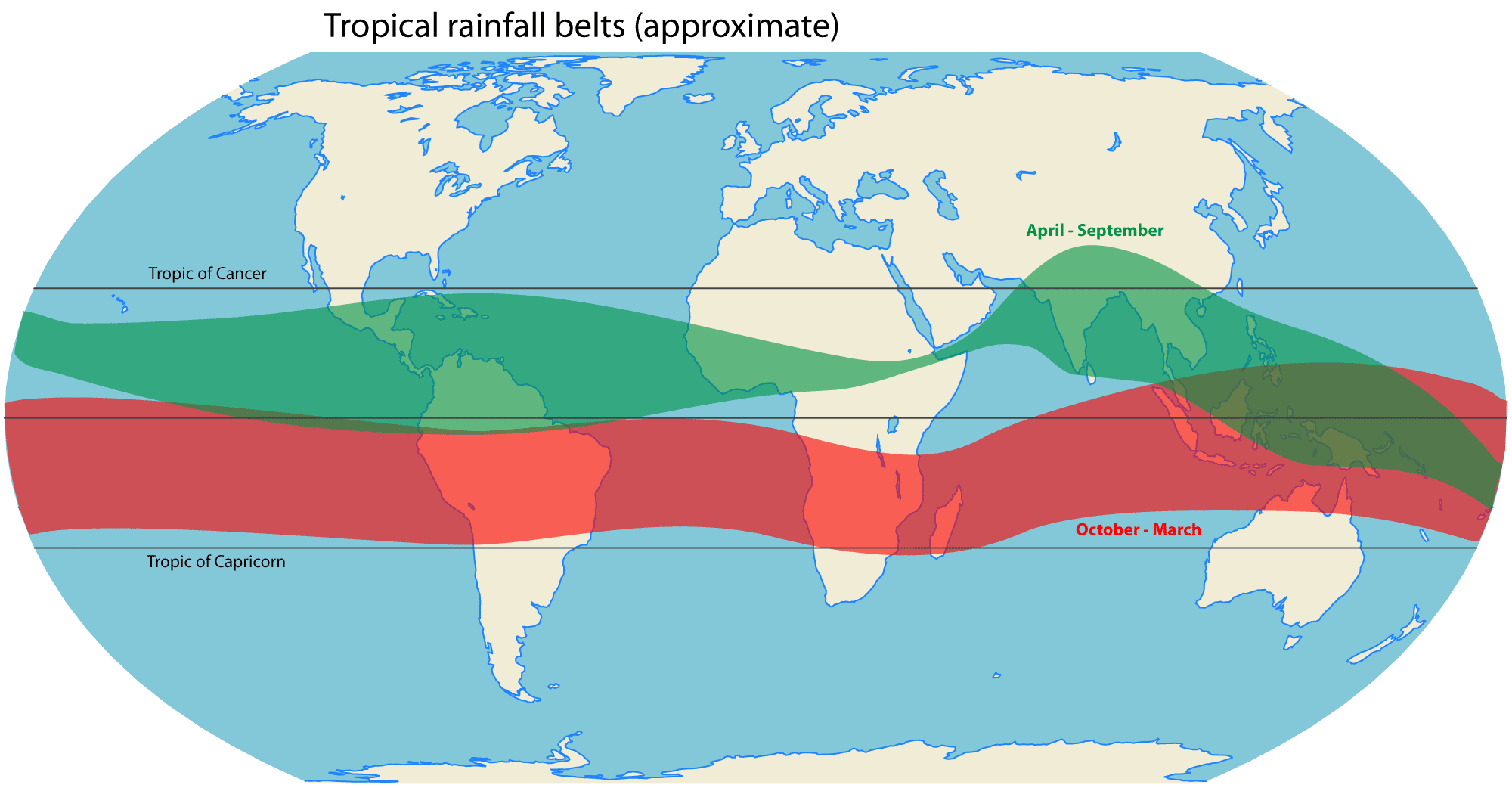
نقشه موقعیت تقریبی کمربند باران حاره‌ای

کمربند باران حاره‌ای با تسلط دو عامل باران و اقلیم حاره‌ای مشخص می‌شود که در طول سال از شمال به جنوب مدارگان در نوسان است و تقریباً از استوای خورشیدی پیروی می‌کند. کمربند باران حاره‌ای منطقه پرباران فعالی است که بیشتر در اطراف مناطق حاره‌ای قرار دارد.

## سازوکار
دلیل قرار گرفتن کمربند باران در نزدیکی مناطق حاره را می‌توان به این واقعیت نسبت داد که تابش خورشید در نزدیکی استوا که در وسط مناطق حاره‌ای قرار دارد، در قوی‌ترین حالت است. این تابش خورشیدی در نزدیکی استوا مقدار بسیار زیادی گرما تولید می‌کند و باعث می‌شود هوا در سطح زمین در مناطق حاره‌ای گرم شود. از آنجا که هوای گرم چگالی کمتری نسبت به هوای سرد دارد، هوای گرم به‌سمت سطوح بالایی اتمسفر صعود کرده و همراه با بالا آمدن، سرد می‌شود.
با این حال، هوای سردتر نمی‌تواند به اندازه هوای گرم رطوبت را در خود نگه دارد، بنابراین وقتی هوا بالا می‌رود و سرد می‌شود، آب آن متراکم شده و ابرهایی را تشکیل می‌دهد که باعث بارش باران به صورت توفان تندری و بارندگی رگباری می‌شوند.

## موقعیت
کمربند باران حاره‌ای در امتداد استوا قرار دارد ولی تا مدار رأس‌السرطان در عرض جغرافیایی ۲۳٫۵ درجه شمالی و مدار رأس‌الجدی در ۲۳٫۵ درجه جنوبی گسترش یافته است. این کمربند به‌دنبال استوای گرمایی که در آن دما در هر نقطه از سال بالاترین نقطه است، در تابستان نیم‌کره شمالی به سمت شمال و در زمستان نیم‌کره شمالی به سمت جنوب حرکت می‌کند. کمربند باران حاره‌ای نشان‌دهنده وجود منطقه همگرایی درون‌حاره‌ای است.
کمربند باران حاره‌ای، تقریباً از اکتبر تا مارس در بخش‌های واقع در نیم‌کره جنوبی اقیانوس هند و اقیانوس آرام غربی قرار دارد و در این مدت مناطق مدارگانی شمالی یک فصل خشک را تجربه می‌کنند که در آن بارش بسیار نادر است و روزها معمولاً گرم و آفتابی هستند. از آوریل تا سپتامبر، کمربند باران در نیمکره شمالی قرار دارد و یک فصل مرطوب در آنجا روی می‌دهد، در حالی که مناطق مدارگانی جنوبی فصل خشک خود را تجربه می‌کنند.
کمربند باران در شمالی‌ترین حد گسترش خود تقریباً به مدار رأس‌السرطان و در جنوبی‌ترین حد به مدار رأس‌الجدی در غرب اقیانوس آرام می‌رسد. تغییرات آن در نیم‌کره غربی حداقل است و تقریباً بین استوا و مدار ۱۵ درجه شمالی قرار دارد. در نزدیکی این عرض‌های جغرافیایی، سالانه یک فصل مرطوب و یک فصل خشک وجود دارد. بر روی استوا، دو فصل مرطوب و دو فصل خشک وجود دارد زیرا کمربند باران بیش از دو بار در سال، یکی در حال حرکت به سمت شمال و دیگری در حال حرکت به سمت جنوب، از استوا می‌گذرد. مکان‌های بین مدارگان و استوا، ممکن است هم یک فصل مرطوب کوتاه و هم یک فصل مرطوب طولانی را تجربه کنند. جغرافیای محلی ممکن است این الگوهای اقلیمی را به‌طور قابل توجهی تغییر دهد.